# 콘트라포스토
콘트라포스토(이탈리아어: Contrapposto)는 '평형추'(영어: counterpoise) 또는 '균형' 및 '안정'을 의미하는 이탈리아어이다. 시각 예술에서 인체의 횡단면 기준 어깨와 팔이 엉덩이와 다리에서 축 방향으로 비틀어지도록 한 발로 대부분의 체중을 지탱하고 서 있는 인물의 포즈 또는 그런 포즈를 묘사하는 데 사용한다. 주로 조각상에서 사용되며 조각상 외에도 회화 작품에서도 종종 쓰인다.
기원전 5세기 초 고대 그리스에서 처음 등장한 콘트라포스토는 고대 그리스 미술사(그리고 더욱 크게는 서양 미술사)에서 중요한 발전으로 여겨진다. 이는 서양 미술에서 최초로 인체를 이용해 심리적 성향을 표현했기 때문이다. 콘트라포스토는 헬레니즘과 로마 제국 시대에 조각가들에 의해 더욱 발전하고 대중화되었고, 중세 시대에는 사용되지 않았다가 나중에 르네상스 시대에 부활했다. 콘트라포스토를 적용한 대표적인 작품으로는 미켈란젤로의 다비드상이 있다.

## 정의
콘트라포스토는 서양 미술에서 최초로 인체를 이용해 보다 편안한 심리적 성향을 표현했기 때문에 역사적으로 중요한 조각적 발전이었다. 콘트라포스토를 통해 인물을 보다 역동적이면서도 편안한 모습으로 묘사할 수 있었다. 콘트라포스토를 정면에서 보면 어깨와 엉덩이의 높이가 서로 반대가 된다. 예를 들어, 오른쪽 엉덩이가 왼쪽 엉덩이보다 높으면 오른쪽 어깨는 왼쪽 어깨보다 낮아지고, 그 반대의 경우도 마찬가지이다. 또한, 인물이 한 쪽 다리에 체중을 실어 편하게 있는 상태에서 그 다리로 걷거나 달리는 자세로 변화할 것만 같은 긴장감을 유발할 수도 있다. 신체의 무게를 지탱하는 다리는 붙은 다리(engaged leg)라고 하며, 이완된 다리는 자유로운 다리(free leg)라고 한다. 일반적으로, 붙은 다리는 곧게 펴져 있거나 아주 약간 구부러져 있고, 자유로운 다리는 약간 구부러져 있다. 콘트라포스토는 더욱 구불구불한 S자형 곡선 보다 덜 두드러지며 과거와 미래의 움직임에 대한 환상을 만들어낸다. 2019년 시선 추적 연구에 따르면, 콘트라포스토가 초정상 자극으로 작용하여 인지되는 대상의 매력을 더욱 증가시킨다는 사실이 밝혀졌으며, 이는 예술적 표현에서 아름다움과 사랑의 여신이 종종 콘트라포스토 포즈로 묘사되는 이유에 대한 증거와 식견을 제공했다. 이 실험은 후에 신경영상 연구에서 뒷받침되었다. 콘트라포스토라는 용어는 서로 반대되는 자세(counter-pose)를 취한 여러 인물을 지칭하는 데에도 사용될 수 있다.

## 역사

### 고대

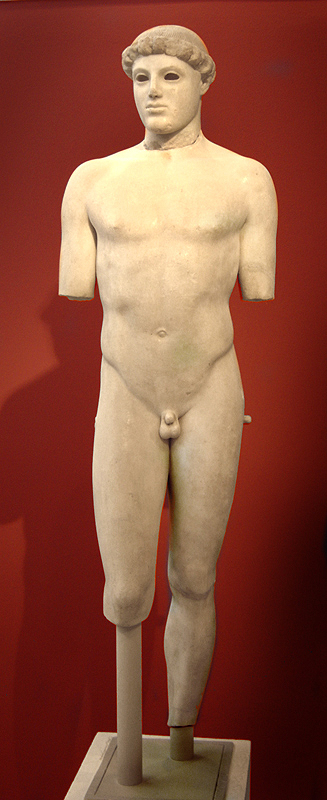
기원전 480년경, 콘트라포스토를 사용한 최초의 그리스 조각상인 《크리티오스의 소년》

콘트라포스토가 도입되기 전, 고대 그리스에서 가장 두드러졌던 조각상은 고졸기의 쿠로스(남성)와 코레(여성)였다. 콘트라포스토를 최초로 사용한 것으로 알려진 조각상은 기원전 480년경의 《크리티오스의 소년》으로, 이 조각상은 한때 조각가 크리티오스의 작품으로 여겨졌기 때문에 이렇게 불렸다. 초기 청동 조각상들이 이 기법을 사용했을 가능성도 있지만, 만약 사용했다고 해도 현재 남아 있지 않을 것이다. 또한 영국의 미술사학자 케네스 클라크는 이 조각상을 "예술 역사상 최초의 아름다운 누드"라고 불렀다. 이 조각상은 로마의 조각상을 따라한 게 아닌 그리스의 원본 대리석 조각상이다.
기원전 4세기의 고전 그리스 조각가 폴리클레이토스의 이상적인 조각에 대한 저서 《카논》에 따르면, 콘트라포스토는 그 또는 리시포스, 스코파스 등 그의 후계자들의 조형 작품에서 가장 중요한 특징 중 하나이다. 폴리클레이토스가 조각한 《디스코포로스》(원반을 든 사람)와 《도리포로스》(창을 든 사람)는 비범한 감각을 지닌 이상적인 청년 운동선수로, 콘트라포스토로 조각되었다. 이 작품에서 골반은 더 이상 《크리티오스의 소년》이전의 초기 그리스 조각에서 나타났던 쿠로스 조각상처럼 곧추서있지 않으며 그와 같은 축을 이루지 않는다.
콘트라포스토는 헤르메스와 헤라클레스 조각상의 고대 로마 복제품에서 뚜렷하게 확인할 수 있다. 대표적으로 프락시텔레스가 올림피아에 만든 《헤르메스와 아기 디오니소스》 대리석 조각상이 있다. 또한 폴리클레이토스의 《아마조네스》 로마 복제품에서도 볼 수 있다.
그리스 미술은 인간의 정신과 신체의 아름다움과 함께 인본주의를 강조했다. 그리스 청년들은 알몸으로 운동 경기를 하며 훈련을 했다. 콘트라포스토 포즈에 큰 기여를 한 것은 수학적 속성을 사용하여 비율을 만드는 비율의 표준 개념이었다.

### 르네상스
고전적인 콘트라포스토는 이탈리아 예술가 도나텔로와 레오나르도 다빈치에 의해 르네상스 미술에서 부활하였고, 이어서 미켈란젤로, 라파엘로 및 기타 고전 르네상스 예술가들에 의해 계승되었다. 이탈리아 르네상스의 업적 중 하나는 콘트라포스토의 재발견이라 할 수 있다.

### 현대
콘트라포스토는 현대 조각 분야에서도 널리 사용되고 있다. 현대의 심리학 연구는 콘트라포스토 포즈의 매력을 더욱 분명히 해준다.

## 콘트라포스토를 적용한 작품

### 조각상

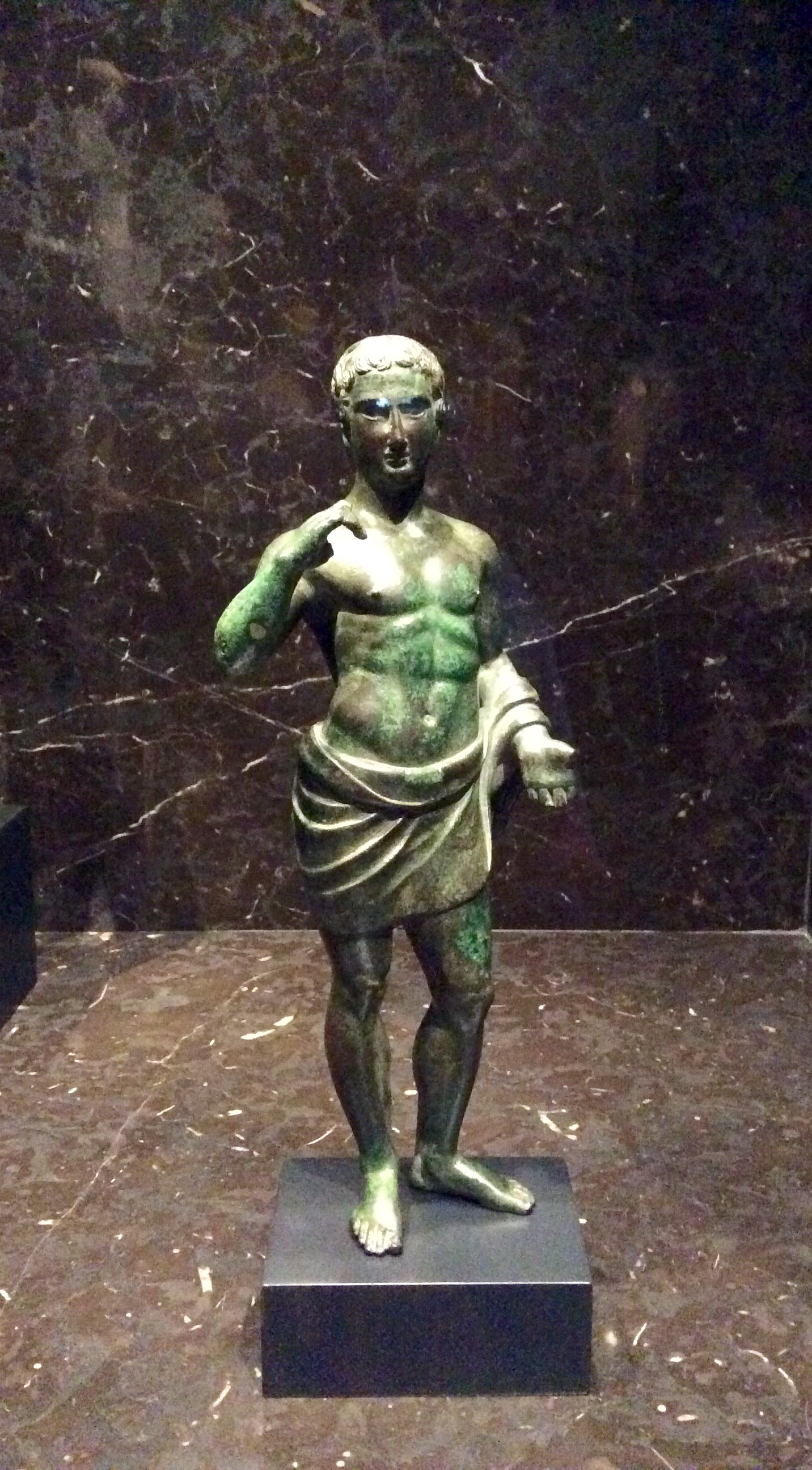
이탈리아에서 출토된 에트루리아 조각상, 기원전 3세기~1세기, 청동
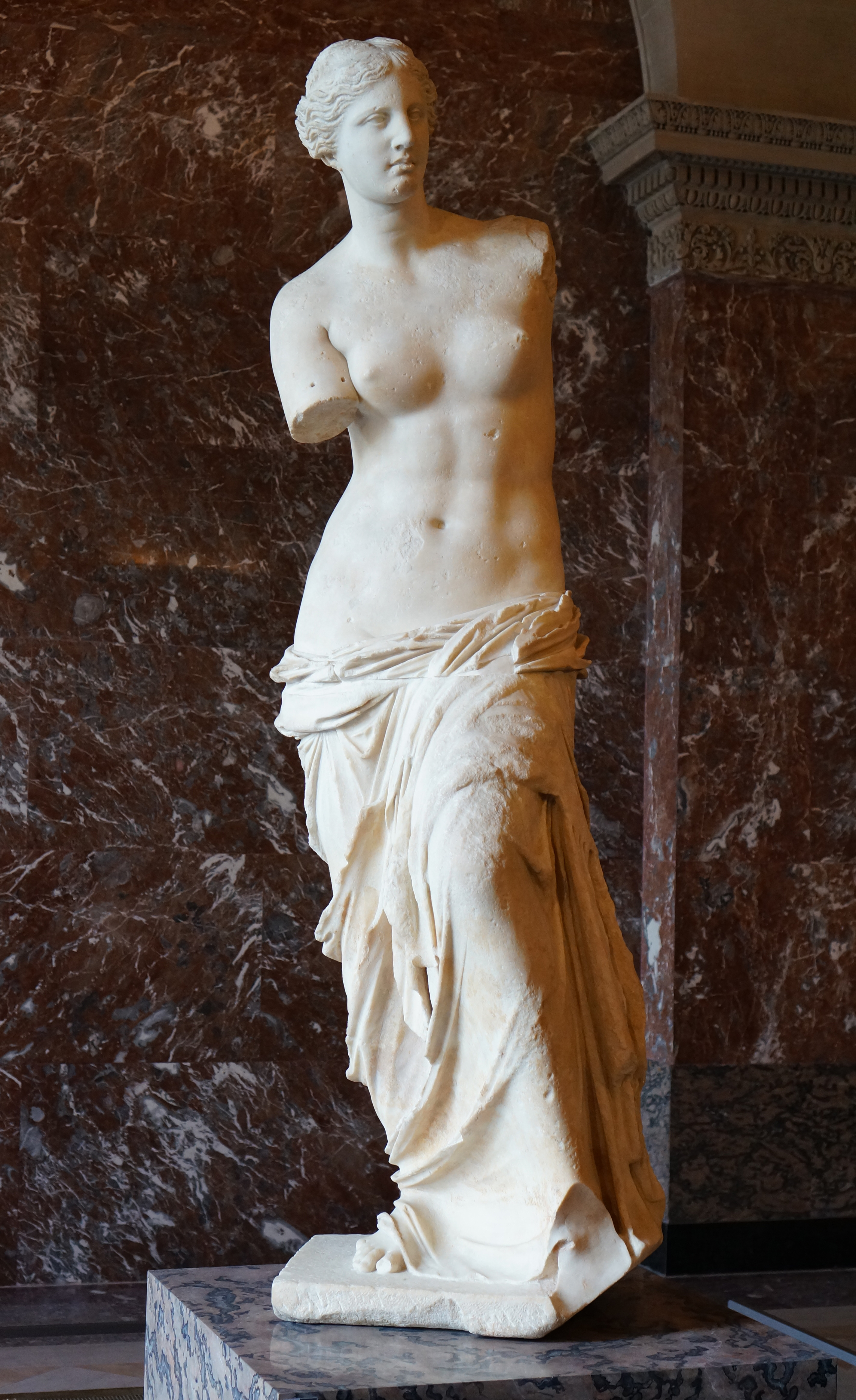
《밀로의 비너스》는 S자 곡선을 취하고 있다. 그리스, 기원전 130년경~100년경, 루브르 박물관
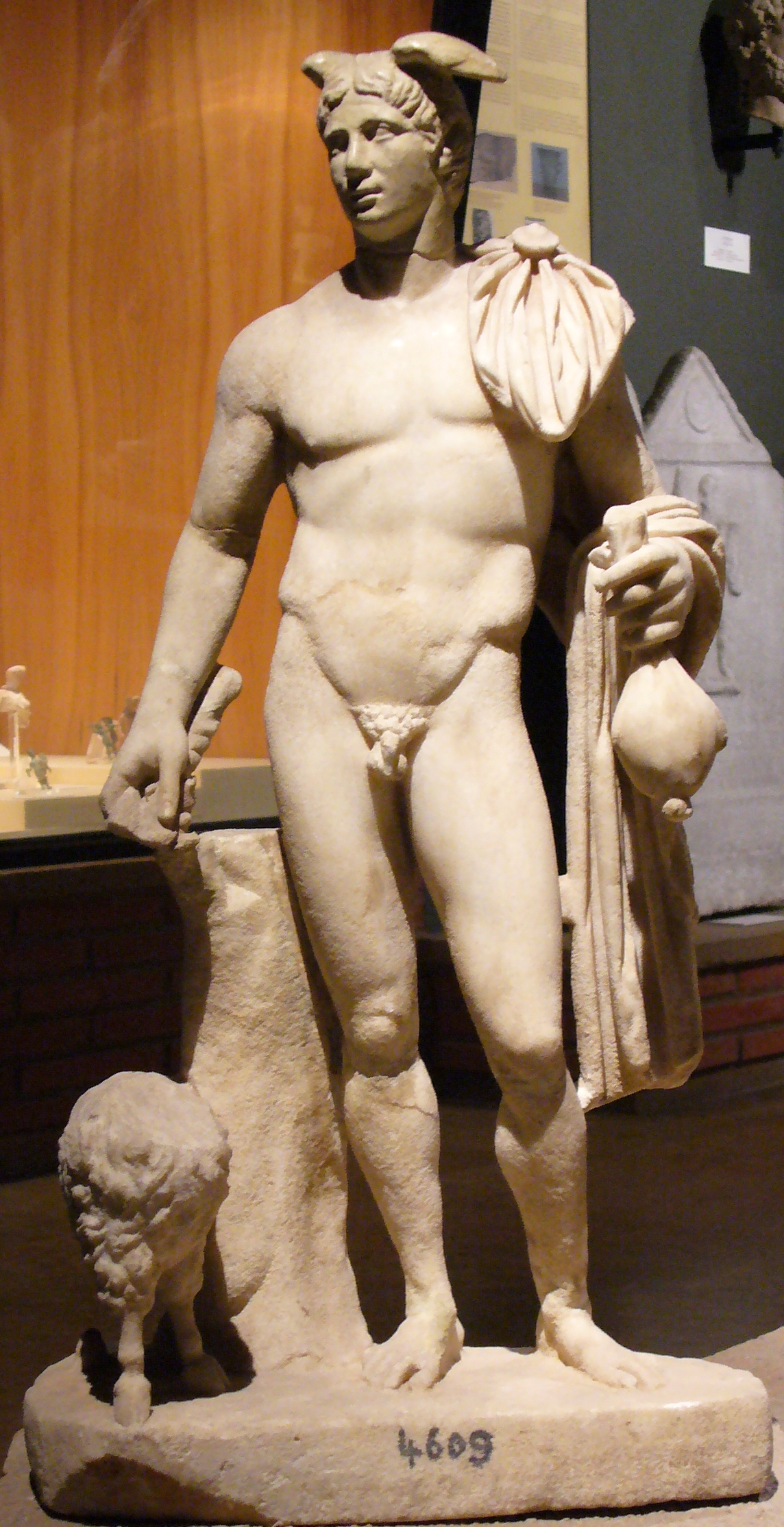
트라키아의 《헤르메스》, 2세기
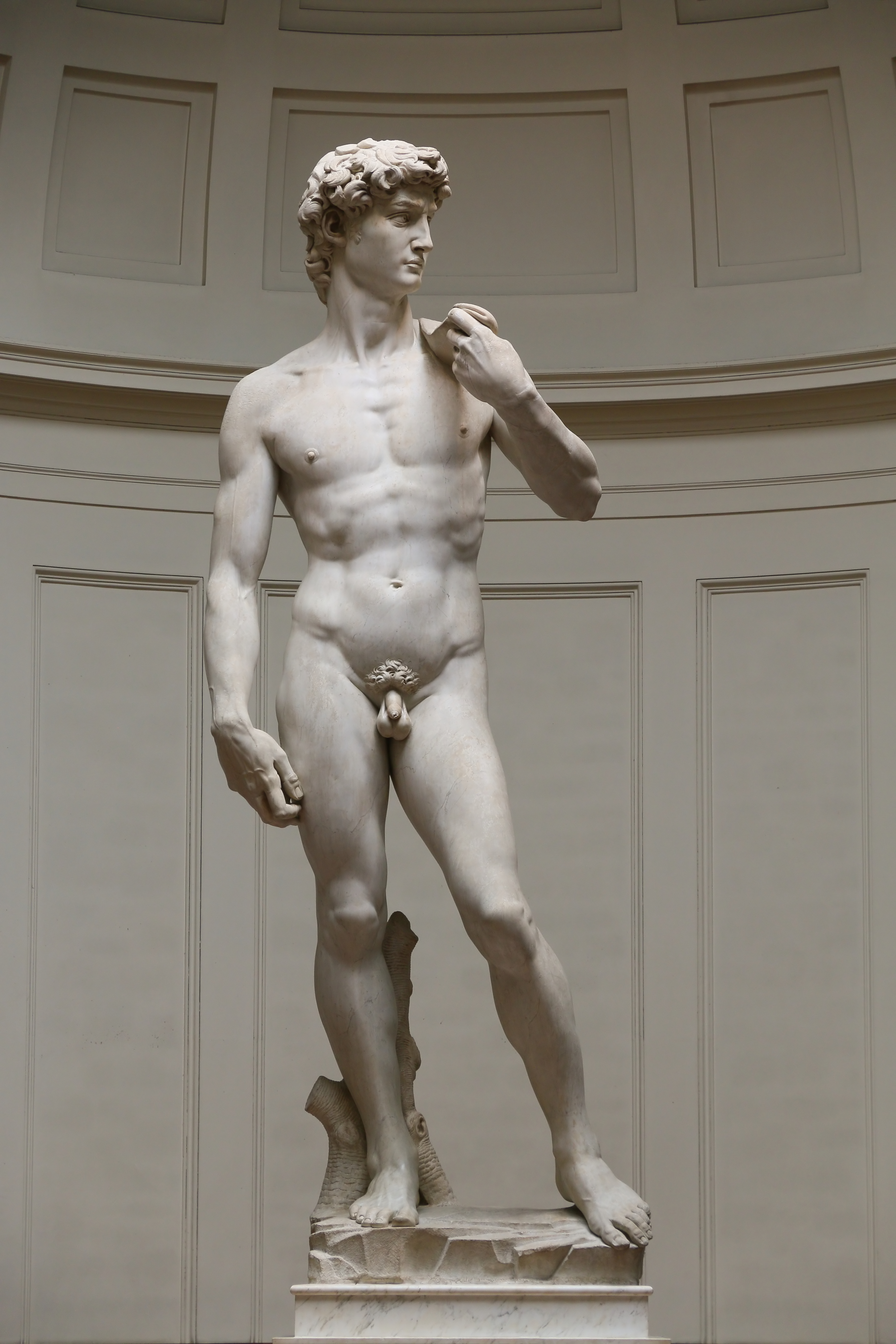
미켈란젤로의 《다비드상》, 1501~1504년. 인물의 어깨는 한쪽으로 기울어져 있고 골반은 다른 방향으로 기울어져 있다.
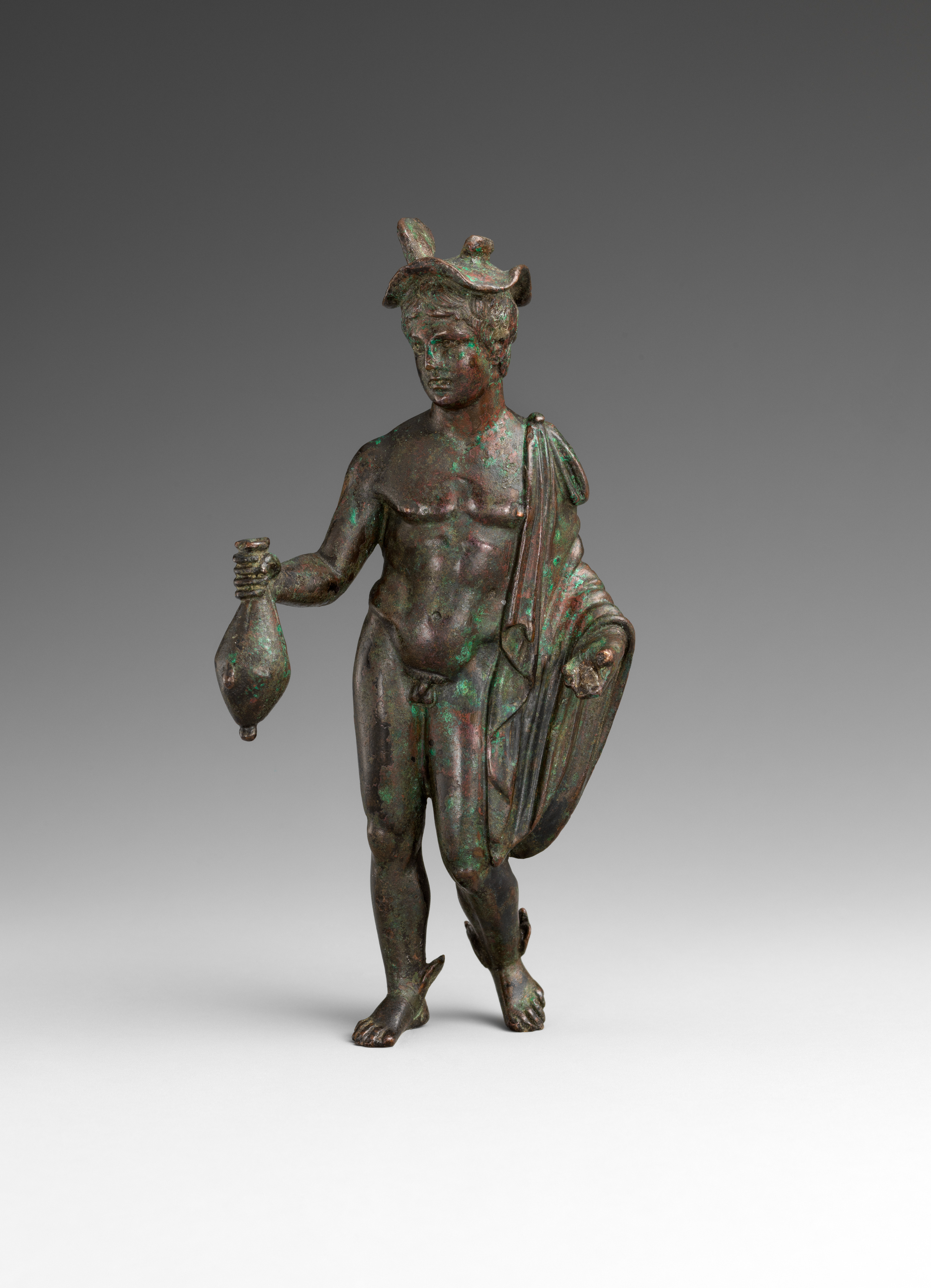
2세기, 폴리클레이토스를 모델로 한 메르쿠리우스 조각상, 12.7 cm, 메트로폴리탄 미술관
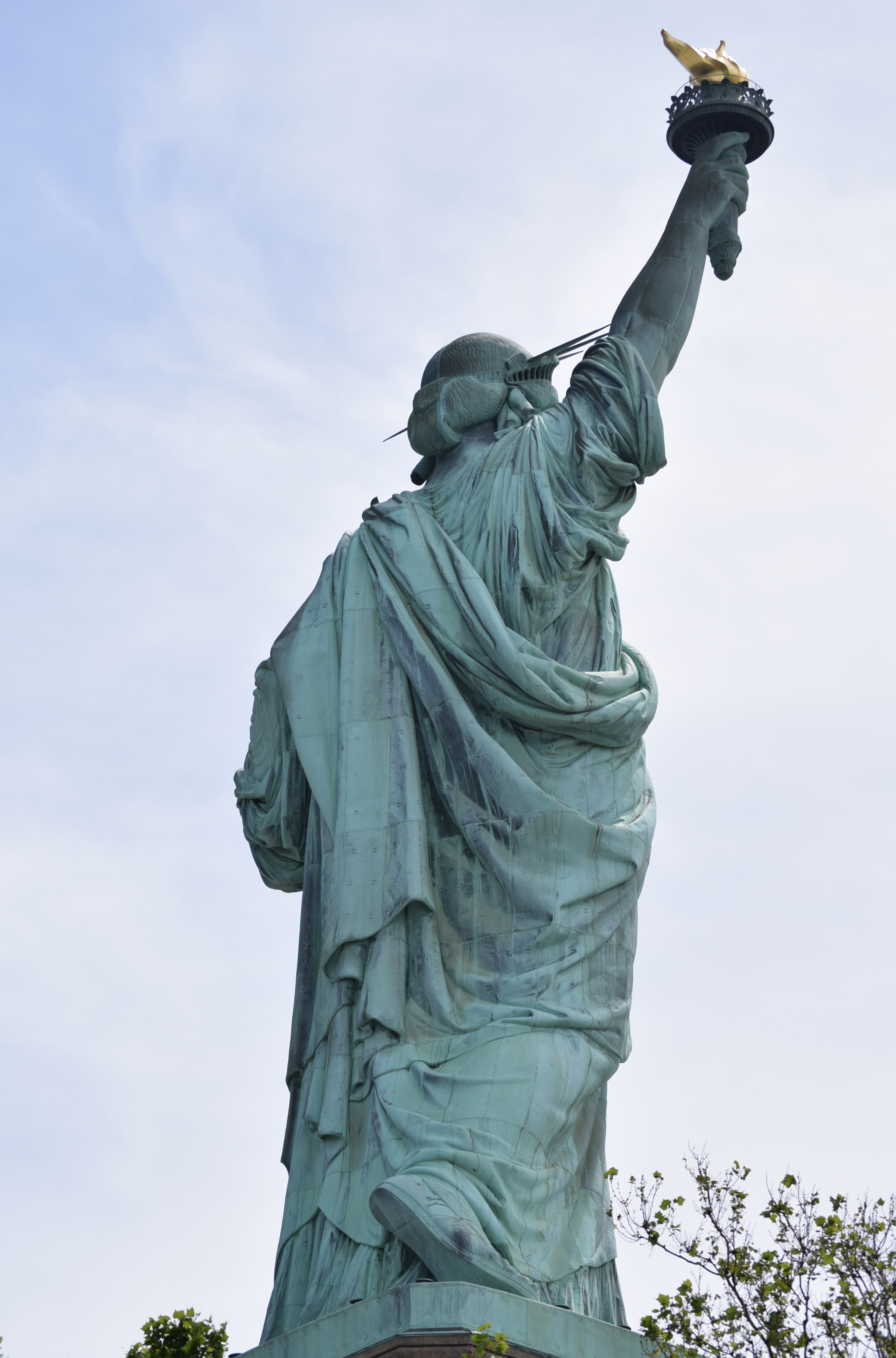
《자유의 여신상》, 1886년, 철제 틀 위에 구리로 제작. 동상의 뒷모습을 보면 콘트라포스토 자세가 드러난다.
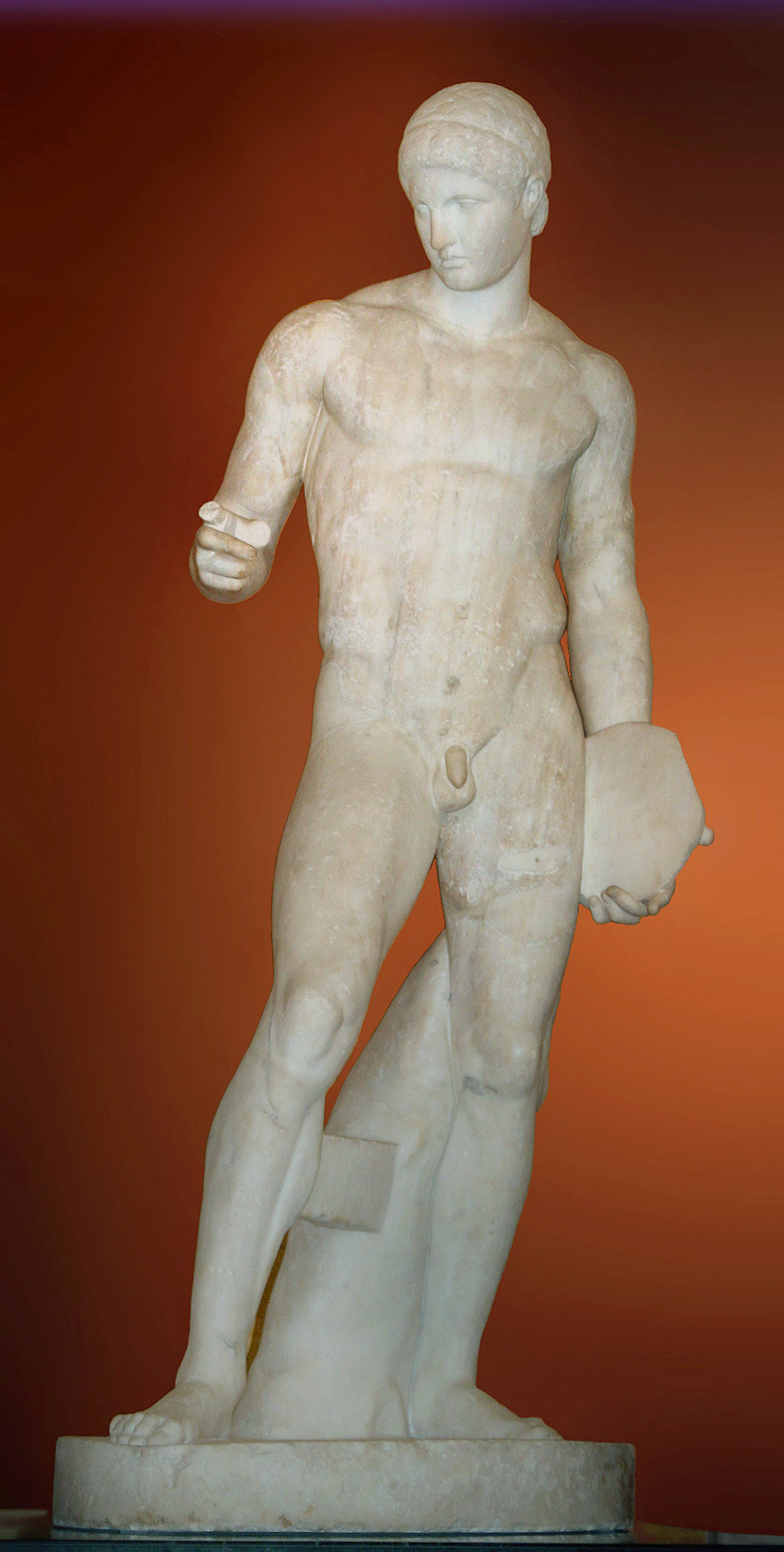
《디스코포로스》(원반을 든 사람), 대영박물관
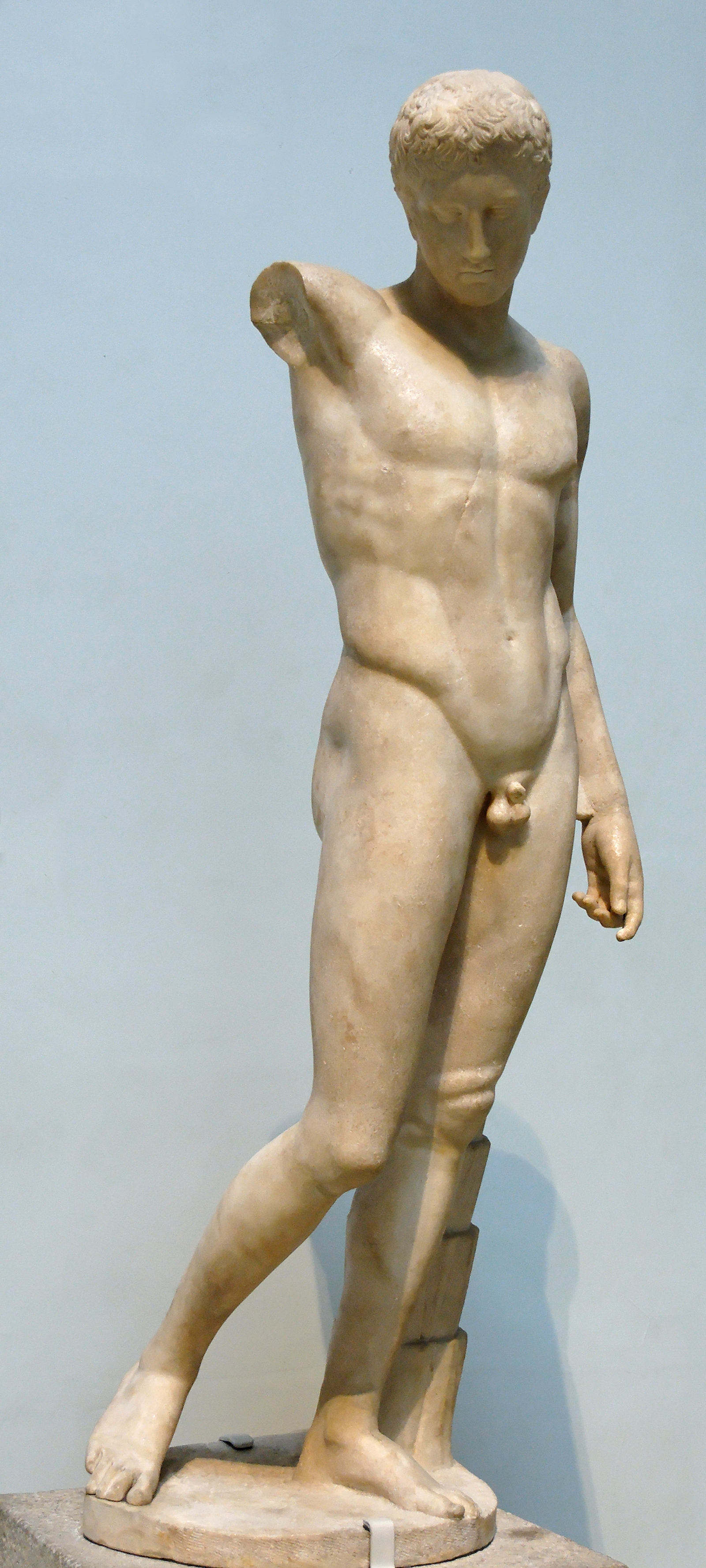

### 회화

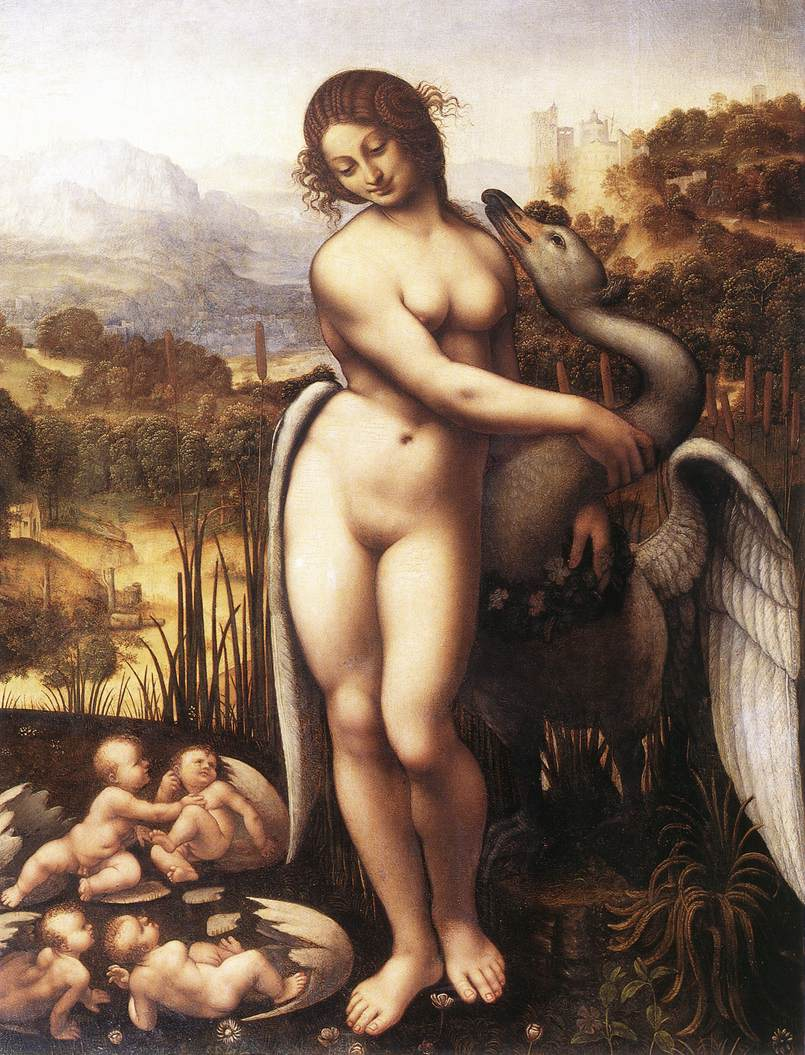
《레다와 백조》, 레오나르도 다 빈치의 원본 작품이 분실된 후 체사레 다 세스토가 복제한 작품, 1515~1520년, 캔버스에 유채, 윌턴 하우스
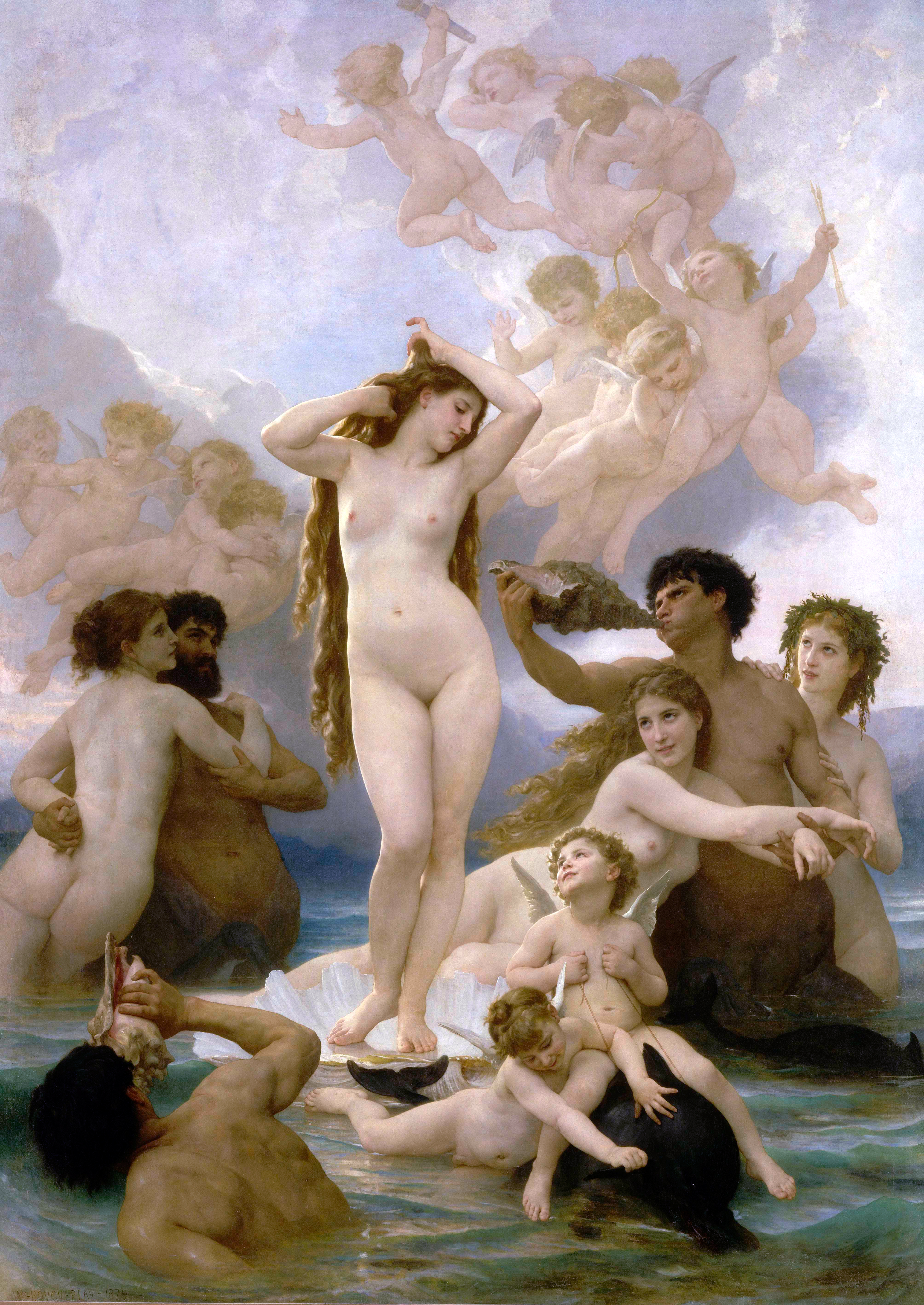
《비너스의 탄생》, 윌리암 아돌프 부그로, 1879년, 오르세 미술관

## 같이 보기
- 그리스 조각상
- 트리방가(Tribhanga)
- 황금비